# 8-я артиллерийская бригада противотанковой обороны
8-я артиллерийская бригада противотанковой обороны — воинское соединение Вооружённых Сил СССР в Великой Отечественной войне.

## История
Бригада сформирована в апреле-июне 1941 года в Белорусском особом военном округе в соответствии с Постановлением ЦК ВКП(б) и СНК СССР «О новых формированиях в составе Красной армии» № 1112-459сс от 23 апреля 1941 года. По штату бригада должна была состоять из (при численности в 5322 человека):
- управления бригады;
- 2-х артиллерийских полков;
- штабной батареи;
- минно-сапёрного батальона;
- автотранспортного батальона.

На вооружении каждой бригады должно было состоять:
- пушек 76-мм образца 1936 года — 48
- пушек 85-мм зенитных — 48
- пушек 107-мм М-60 — 24
- пушек 37-мм зенитных — 16
- крупнокалиберных пулемётов — 12
- ручных пулемётов — 93
- автомобилей грузовых — 584
- автомобилей специальных — 123
- автомобилей легковых — 11
- тракторов артиллерийских — 165

654-й артиллерийский полк противотанковой обороны был сформирован на базе 654-го артиллерийского полка и 281-го отдельного зенитно-артиллерийского дивизиона 201-й стрелковой дивизии . 731-й артиллерийский полк противотанковой обороны был сформирован на базе 731-го гаубичного артиллерийского полка 201-й стрелковой дивизии.
В действующей армии с 22 июня 1941 года по 1 июля 1941 года
К 22 июня 1941 года бригада была относительно укомплектована (исключая средства тяги и транспорт), представляя собой достаточно мощное соединение.
На 22 июня 1941 года бригада дислоцировалась несколько севернее Лиды. В этот же день бригада была придана 21-му стрелковому корпусу и получила задание прикрывать разворачивание корпуса на позициях западнее Лиды. Бригада заняла позиции и приступила к подготовке оборонительной полосы по реке Дитва на участке Жирмуны, Подзитва, Мыто . На 25 июня 1941 года бригада продолжает занимать рубеж обороны по восточному берегу Дитвы от Копцевичей до Белогруда на подступах к Неману. Штаб бригады находился в роще в 12 километрах западнее Лиды. Бригада, укомплектованная орудиями на 70%, испытывала недостаток в боеприпасах: не было бронебойных снарядов, а шрапнельных и осколочных снарядов было только 34 штуки и только к 76-мм орудиям. В этот день из бригады в штаб армии была изъята единственная рация и 87 автомобилей, таким образом бригада почти лишилась транспорта. Тракторов-тягачей в бригаде оставалось 5% от штата  В этот день бригада вела бои на занимаемом рубеже «с переменным успехом» 
По некоторым сведениям бригада удерживала свой рубеж до 28 июня 1941 года, то есть даже после оставления Лиды 27 июня 1941 года. Вела бои с 12-й танковой дивизией и отчиталась об уничтожении около 60 танков противника. Затем остатки личного состава бригады попали в окружение, командир бригады собрал вокруг подчиненных частей большую группу, численностью более тысячи человек, из пехотинцев, летчиков, танкистов и других окруженцев. Эта группа вышла от Лиды в район деревни Бакшты ранним утром 29 июня 1941 года. Там находилось большое количество окруженцев, которые также присоединились к группе Стрельбицкого, и была организована воинская часть численностью около 5 000 человек. Она предприняла попытку прорыва через замкнувшееся кольцо окружения 1 июля 1941 года и даже завязала бои в Минске, затем вторую попытку на следующий день, но снова безуспешно. Остатки бригады присоединились к группе генерала Болдина, и вместе с ней через месяц пробились к своим войскам.
1 июля 1941 года бригада уже была расформирована.

## Состав бригады
- 654-й артиллерийский полк противотанковой обороны
- 731-й артиллерийский полк противотанковой обороны
- 390-й отдельный минно-сапёрный батальон
- 169-й отдельный автотранспортный батальон

## Подчинение
| Дата            | Фронт (округ)         | Армия      | Корпус | Дивизия | Примечания |
| --------------- | --------------------- | ---------- | ------ | ------- | ---------- |
| 22.06.1941 года | Западный фронт        | -          | -      | -       | -          |
| 01.07.1941 года | Северо-Западный фронт | 13-я армия | -      | -       | -          |

## Командиры бригады
- полковник Стрельбицкий, Иван Семёнович

## Комментарии
1. ↑  Сформированной в марте 1941 года в Сибирском военном округе и в мае 1941 года обращённой на формирование 7-й воздушно-десантной бригады 4-го воздушно-десантного корпуса